# Percival Everett
 (août 2024).
Si vous disposez d'ouvrages ou d'articles de référence ou si vous connaissez des sites web de qualité traitant du thème abordé ici, merci de compléter l'article en donnant les références utiles à sa vérifiabilité et en les liant à la section « Notes et références ».
Pour les articles homonymes, voir Everett.
Percival Everett, né le 22 décembre 1956 à Fort Gordon (en), en Géorgie, est un écrivain et professeur américain. Auteur polyvalent, ses écrits se situent à la frontière de plusieurs genres littéraires.
Percival Everett est professeur d'anglais et directeur du département de littérature anglaise à l'université de Californie du Sud à Los Angeles.

## Biographie
Il fait des études supérieures en biochimie et en philosophie à l'université de Miami, reconnaissant avoir été influencé par les écrits de Ludwig Wittgenstein, notamment ses théories sémantiques. Il obtient des diplômes universitaires en philosophie.
Il amorce sa carrière en littérature en 1983, alors qu'il termine une maîtrise à l'université Brown par la publication de son roman Suder qui a pour héros un joueur professionnel de baseball. Il publie ensuite Walk Me to the Distance (1985) sur un soldat de retour de la guerre du Viêt Nam. Ses romans suivants cherchent à réactualiser la mythologie grecque. Pendant cette première période de sa carrière d'écrivain, Everett publie aussi plusieurs nouvelles, reprises ultérieurement en recueils[réf. souhaitée]. 
En 1994, il fait paraître God's Country, un roman western moderne et parodique. Dans Glyph (1999), Ralph, narrateur principal, bébé aphasique, mais surdoué en lecture, écriture, et raisonnement, est pourchassé, kidnappé, séquestré et utilisé par des adultes malveillants, et/ou un auteur-narrateur adepte de sémiologie et de French Theory. Dans Effacement (en anglais : Erasure), paru en 2001, Everett évoque la question de l'identité raciale par le truchement d'un romancier noir américain[réf. souhaitée]. 
En 2005, Blessés (en anglais : Wounded) est sa première incursion dans le roman policier. L'intrigue, mâtinée de western, propose un questionnement sur l'intolérance, l'homophobie et le racisme. Ce sont les codes du roman noir et du western qui sont mis à mal dans Montée aux enfers (en anglais : Assumption), paru en 2011, où Ogden Walker, shérif adjoint d'un comté du Nouveau-Mexique, raconte une enquête qu'il mène et dont il est le principal suspect[réf. souhaitée].
Il est lauréat du prix John-Dos-Passos 2010[réf. souhaitée] et son roman James a été récompensé par le National Book Awards 2024 et le prix Pulitzer de la fiction 2025.

## Œuvre

### Romans
- (en) Suder, 1983
- (en) Walk Me to the Distance, 1985
- (en) Cutting Lisa, 1986
- (en) For Her Dark Skin, 1990
- (en) Zulus, 1990
- (en) God's Country, 1994
- (en) Watershed, 1996
- (en) Frenzy, 1997
- Glyphe, Actes Sud, coll. « Lettres anglo-américaines », 2008 ((en) Glyph, 1999), trad. Anne-Laure Tissut, 300 p.  (ISBN 978-2-7427-7988-8)
- Effacement, Actes Sud, coll. « Lettres anglo-américaines », 2004 ((en) Erasure, 2001), trad. Anne-Laure Tissut, 365 p.  (ISBN 2-7427-4764-8)Réédition, Actes Sud, coll. « Babel » no 721, 2005, 363 p. (ISBN 2-7427-5831-3)
- (en) Grand Canyon, Inc., 2001
- Désert américain, Actes Sud, coll. « Lettres anglo-américaines », 2005 ((en) American Desert, 2004), trad. Anne-Laure Tissut, 318 p.  (ISBN 2-7427-5882-8)Réédition, Actes Sud, coll. « Babel » no 794, 2007, 316 p. (ISBN 978-2-7427-6658-1)
- Blessés, Actes Sud, coll. « Lettres anglo-américaines », 2006 ((en) Wounded, 2005), trad. Anne-Laure Tissut, 270 p.  (ISBN 978-2-7427-6538-6)Réédition, Actes Sud, coll. « Babel » no 927, 2008, 270 p. (ISBN 978-2-7427-7989-5)
- Le Supplice de l'eau, Actes Sud, coll. « Lettres anglo-américaines », 2009 ((en) The Water Cure, 2007), trad. Anne-Laure Tissut, 243 p.  (ISBN 978-2-7427-8696-1)
- Pas Sidney Poitier, Actes Sud, coll. « Lettres anglo-américaines », 2011 ((en) I am Not Sidney Poitier, 2009), trad. Anne-Laure Tissut, 298 p.  (ISBN 978-2-7427-9479-9)
- Montée aux enfers, Actes Sud, coll. « Actes noirs », 2012 ((en) Assumption, 2011), trad. Anne-Laure Tissut, 263 p.  (ISBN 978-2-330-01275-5)Réédition, Actes Sud, coll. « Babel noir » no 108, 2014, 261 p. (ISBN 978-2-330-03066-7)
- Percival Everett par Virgil Russell, Actes Sud, coll. « Lettres anglo-américaines », 2014 ((en) Percival Everett by Virgil Russell, 2013), trad. Anne-Laure Tissut, 301 p.  (ISBN 978-2-330-03712-3)
- (en) So Much Blue, 2017
- (en) Telephone, 2020
- Châtiment[3], Actes Sud, coll. « Actes noirs », 2024 ((en) The Trees, 2021), trad. Anne-Laure Tissut, 368 p.  (ISBN 978-2-330-18616-6)Réédition, Actes Sud, coll. « Babel noir » no 322, 2025, 368 p. (ISBN 978-2-330-20610-9)
- (en) Dr. No, 2022
- James, L'Olivier, 2025 ((en) James, 2024), trad. Anne-Laure Tissut, 288 p.  (ISBN 978-2-8236-2218-8)À paraître le 22 août 2025

### Recueils de nouvelles
- (en) The Weather and Women Treat Me Fair, 1987
- (en) Big Picture, 1996
- (en) Damned If I Do, 2004

### Nouvelles isolées
- (en) Alluvial Deposits, 1998
- (en) True Romance, 1999

### Poésie
- (en) re:f (gesture), 2006
- Nageant nageurs nageant, Presses universitaires de Rouen et du Havre, 2013 ((en) Swimming Swimmers Swimming, 2010), 87 p.  (ISBN 979-10-240-0042-8)

### Ouvrage de littérature d'enfance et de jeunesse
- (en) The One That Got Away, 1992

### Autres publications
- (en) A History of the African-American people (proposed) by Strom Thurmond, as told to Percival Everett and James Kincaid, 2004Écrit avec James Kincaid.
- (en) My California: Journeys by Great Writers, 2004
- (en) Percival Everett by Virgil Russell, 2013
- (en) The Jefferson Bible, 2013

## Adaptations de son œuvre
Son roman Walk Me to the Distance est adapté pour le téléfilm Follow Your Heart (1990).
Son roman Effacement est adapté dans le film American Fiction (2023).